# Urwa al wuthqa
Al Urwa al wuthqa (in arabo: العروة الوثقى, Aleurwat alwuthqaa, in inglese: The firmest bond e in italiano: La più ferma risoluzione) fu un'associazione studentesca creata a Beirut nel 1950 da George Habash e Hani al Hindi per svolgere propaganda a favore della causa palestinese fra gli studenti dell'Università americana di Beirut. I suoi militanti organizzarono anche delle azioni di guerriglia ai confini di Israele partendo dalla Siria e dal Libano. Da questo gruppo nacque nel 1952 il Movimento nazionalista arabo.